# 克里斯多夫·費爾德布蘭德
克里斯多夫·費爾德布蘭德（德語：Christoph Fildebrandt；1989年5月27日—）是一位德國男子游泳運動員。他代表德國參加了2012年倫敦奧運會4×100米自由泳的比賽，最终获得第6名。